# Новомиргородка (Вольнянский район)
Новомиргородка (укр. Новомиргородка) — село, Антоновский сельский совет,
Вольнянский район, Запорожская область, Украина.
Код КОАТУУ — 2321580505. Население по переписи 2001 года составляло 154 человека.

## Географическое положение
Село находится на левом берегу реки Солёная, выше по течению на расстоянии в 5 км расположено село Васильковское, ниже по течению на расстоянии в 1 км расположено село Антоновка. По селу протекает пересыхающий ручей с запрудой.

## История
- Село основано в первой половине XIX века.